# Kraljevi Ulice
Kraljevi Ulice é uma banda croata. Kraljevi Ulice foi o representante da Croácia no Festival Eurovisão da Canção 2008.